# Marathon van Wenen 1996
De marathon van Wenen 1996 vond plaats op zondag 14 april 1996 in Wenen. Het was de dertiende editie van deze wedstrijd.
Bij de mannen won Dube Jillo uit Ethiopië in 2:12.51. Hij had een ruime voorsprong op de Oekraïner Pyotr Sarafinyuk, die in 2:13.55 over de finish kwam. De wedstrijd bij de vrouwen werd gewonnen door de Roemeense Aurica Buia in 2:31.39.
In totaal finishten er 4604 hardlopers, waarvan 4247 mannen en 357 vrouwen.

## Uitslagen

### Mannen
| rang   | naam                 | land | tijd    |
| ------ | -------------------- | ---- | ------- |
| Goud   | Dube Jillo           | ETH  | 2:12.51 |
| Zilver | Pyotr Sarafinyuk     | UKR  | 2:13.55 |
| Brons  | Samuel Okemwa        | KEN  | 2:15.07 |
| 4      | Gladstone Kabiga     | KEN  | 2:15.12 |
| 5      | Nicolas Kioko        | KEN  | 2:15.20 |
| 6      | Miroslaw Golebiewski | POL  | 2:15.57 |
| 7      | Max Wenisch          | AUT  | 2:15.59 |
| 8      | Jose Santos          | POR  | 2:18.31 |
| 9      | Ake Eriksson         | SWE  | 2:18.33 |
| 10     | Roman Kejzar         | SLO  | 2:19.15 |
| 11     | Jacob Ngunzu         | KEN  | 2:19.31 |
| 12     | Sergei Romanchuk     | UKR  | 2:22.09 |
| 13     | Girma Daba           | ETH  | 2:22.32 |
| 14     | Tesfaye Tafa         | ETH  | 2:22.58 |
| 15     | Urs Christen         | SUI  | 2:24.55 |
| 16     | Drago Paripovic      | CRO  | 2:25.08 |
| 17     | Piotr Sliwiak        | POL  | 2:25.27 |
| 18     | Peter Camenzind      | SUI  | 2:26.03 |
| 19     | Nicolas Nyengerai    | ZIM  | 2:27.27 |
| 22     | Piotr Prusik         | POL  | 2:28.50 |
| 24     | Vaclav Zupa          | SVK  | 2:30.02 |

### Vrouwen
| rang   | naam              | land | tijd    |
| ------ | ----------------- | ---- | ------- |
| Goud   | Aurica Buia       | ROU  | 2:31.39 |
| Zilver | Helena Javornik   | SLO  | 2:34.41 |
| Brons  | Ing-Marie Nilsson | SWE  | 2:37.59 |
| 4      | Jutta Zimmerman   | AUT  | 2:48.38 |
| 5      | Ulrike Puchner    | AUT  | 2:51.16 |

1984 ·
1985 ·
1986 ·
1987 ·
1988 ·
1989 ·
1990 ·
1991 ·
1992 ·
1993 ·
1994 ·
1995 ·
1996 ·
1997 ·
1998 ·
1999 ·
2000 ·
2001 ·
2002 ·
2003 ·
2004 ·
2005 ·
2006 ·
2007 ·
2008 ·
2009 ·
2010 ·
2011 · 
2012 ·
2013 ·
2014 ·
2015 ·
2016 ·
2017 ·
2018 ·
2019 ·
2020 ·
2021 ·
2022 ·
2023 ·
2024